# صبیحه سومار
سبیها سومار (متولد ۲۹ سپتامبر ۱۹۶۱) کارگردان و تهیه‌کننده پاکستانی است که عمدتاً برای ساخت فیلم‌های مستند مستندش شناخته می‌شود. نخستین فیلم بلند سینمایی او با عنوان «خاموش پانی» (آب‌های خاموش) در سال ۲۰۰۳ به نمایش درآمد. سومار در آثارش به بررسی موضوعاتی چون جنسیت، مذهب، ساختارهای پدرسالارانه و بنیادگرایی در جامعه پاکستان می‌پردازد. 
سبیها سومار به همراه شرمین عبید چینوی و سمر مین‌الله از پیشگامان سینمای مستند مستقل پاکستان محسوب می‌شوند که آثارشان در جشنواره‌های بین‌المللی و محافل سینمایی خارج از پاکستان نیز به نمایش درآمده است. 

## اوایل زندگی
سبیها سومار در سال ۱۹۶۱ در کراچی متولد شد. والدین او که اصالتاً اهل بمبئی (مومبای کنونی) بودند، پس از تقسیم هند در سال ۱۹۴۷ به کراچی مهاجرت کردند. در دوران کودکی سومار، خانواده‌اش میزبان محافل اجتماعی بودند که در آن‌ها شعرخوانی صوفیانه، اجرای موسیقی و پذیرایی با مشروبات الکلی مرسوم بود.  او تحصیلات ابتدایی خود را در مدرسه گرامر کراچی گذراند. 
سبیها سومار تحصیلات خود را با رشته ادبیات فارسی در دانشگاه کراچی آغاز کرد . در فاصله سال‌های ۱۹۸۰ تا ۱۹۸۳، در کالج سارا لارنس نیویورک به تحصیل در رشته‌های فیلمسازی و علوم سیاسی پرداخت. او سپس موفق به اخذ مدرک کارشناسی ارشد در رشته روابط بین‌الملل از دانشگاه کمبریج انگلستان شد. 

## زندگی حرفه‌ای
صبیحه سومار با فیلم‌های مستقل خود که به موضوعات سیاسی و اجتماعی، از جمله تأثیرات بنیادگرایی مذهبی بر جامعه و به‌ویژه زنان می‌پردازند، مورد تحسین قرار گرفته است. تمرکز اصلی او بر جایگاه زنان پاکستانی در جهان و چگونگی تأثیرگذاری جنبه‌های مختلف جامعه بر زندگی آن‌ها در چند دهۀ اخیر بوده است. اولین مستند سومار، چه کسی سنگ اول را خواهد انداخت؟، به وضعیت سه زن در زندان‌های پاکستان تحت احکام حدود پرداخته است. این فیلم در سال ۱۹۹۸ برندۀ جایزۀ گلدن گیت در جشنوارۀ فیلم سانفرانسیسکو شد و منجر به لغو حکم اعدام شهید پروین، که به اتهام زنا محکوم شده بود، گردید. سومار در سال ۱۹۹۲ شرکت فیلم ویدی را تأسیس کرد. از دیگر آثار مستند او می‌توان به نپرس چرا (۱۹۹۹)، برای مکانی زیر آسمان (۲۰۰۳)، روی بام‌های دهلی (۲۰۰۷) و شام با رئیس‌جمهور: سفر یک ملت (۲۰۰۷) اشاره کرد. فیلم جنگجویان انتحاری او به بررسی نقش زنان در ارتش آزادی‌بخش تامیل می‌پردازد. برای مکانی زیر آسمان نیز به موضوعاتی مانند مذهب، تاریخ، فالوسنتریسم و جنسیت پرداخته و بحثی انتقادی درباره زنان محجبه در جهان اسلام را آغاز کرد. در سال ۲۰۱۳، آخرین فیلم بلند او، صبح بخیر کراچی، اکران شد. آثار سومار از طریق جشنواره‌های فیلم، دانشگاه‌های آمریکا، سازمان‌های زنان و نهادهای حقوق بشری در سطح بین‌المللی نمایش داده شده‌اند. با این حال، به دلیل محتوای چالش‌برانگیز، فیلم‌های او در پاکستان اکران گسترده‌ای نداشته‌اند. نپرس چرا از شبکه‌ای آلمانی-فرانسوی پخش شد. همچنین، سومار در تهیه‌کنندگی مستند نجات چهره، که برندۀ جایزۀ اسکار شد، مشارکت داشته است.
خاموش پانی (آب‌های خاموش) نخستین فیلم بلند صبیحه سومار است که در سال ۲۰۰۳ منتشر شد. این اثر سینمایی که در ژانر فیلم تخیلی قرار می‌گیرد، به بررسی پیچیده‌ای از موضوعات مذهب، جنسیت، قتل‌های ناموسی، خشونت، تروما و پیامدهای استعمار پس از تقسیم هند و پاکستان می‌پردازد. سومار در این فیلم، ترومای ناشی از تقسیم را از منظر زنانه روایت می‌کند و آن را با خشونت‌های دوره اسلامی‌سازی حکومت ضیاءالحق در ۱۹۷۹ مرتبط می‌سازد. این درون‌مایه‌ها، به‌ویژه تأثیر اسلام‌گرایی بر جامعه، در دیگر آثار سومار مانند برای مکانی زیر آسمان نیز دنبال شده‌اند.  او با این فیلم به جمع فیلمسازان مطرح سینمای پارتیشن، از جمله دیپا مهتا، کمال حسن و چادراپراکش دویودی می‌پیوندد. خاموش پانی از معدود آثاری است که روایت پارتیشن را از دیدگاه مسلمانان ارائه می‌دهد.  جالب آنکه این پروژه ابتدا به‌عنوان مستند طراحی شده بود، اما سومار در فرآیند پژوهش متوجه شد که مصاحبه با بازماندگان ممکن است زخم‌های کهنه را دوباره بشکافد. بنابراین تصمیم گرفت روایتی داستانی را برگزیند که بر اهمیت سکوت در فرآیند التیام زخم‌ها تأکید دارد. تولید این فیلم با حمایت مالی چند کشور اروپایی از جمله فرانسه، سوئیس، آلمان و سوئد ممکن شد و بیشتر مراحل فیلمبرداری در خود پاکستان انجام گرفت.  خاموش پانی با استقبال چشمگیر جشنواره‌ها روبرو شد و ۱۴ جایزه معتبر بین‌المللی را از آن خود کرد، از جمله: جایزه بهترین فیلمنامه از جشنواره کارافیلم (۲۰۰۳) - پلنگ طلایی بهترین فیلم از جشنواره لوکارنو-جایزه تماشاگران و نقره مونتگلفیر از جشنواره سه‌قاره نانت
این فیلم همچنین مورد تقدیر سازمان دیده‌بان حقوق بشر قرار گرفت. با این حال، محتوای جنجالی اثر باعث شد اکران عمومی آن در پاکستان با چالش مواجه شود. سومار برای نمایش فیلم، ۴۱ برنامه نمایش رایگان در نقاط مختلف پاکستان ترتیب داد. پس از نمایش فیلم در جشنواره فیلم هندی لس‌آنجلس، صحنه خودکشی شخصیت اصلی بحث‌های فراوانی را برانگیخت.

## زندگی شخصی
صبیحه سومار دارای یک دختر به نام ضیا است که در فیلم **برای مکانی زیر آسمان او را همراهی کرد. سومار همچنین مؤسس مرکز تحقیقات علوم اجتماعی در کراچی می‌باشد. 

## فیلم شناسی
| سال  | عنوان                             | یادداشت ها          |
| ---- | --------------------------------- | ------------------- |
| ۱۹۸۸ | چه کسی اولین سنگ را خواهد انداخت؟ |                     |
| ۱۹۸۹ | متولیان ساحل                      |                     |
| ۱۹۹۴ | از مادران، موش ها و مقدسین        |                     |
| ۱۹۹۶ | جنگجویان انتحاری                  |                     |
| ۱۹۹۹ | نپرس چرا                          |                     |
| ۲۰۰۳ | برای مکانی در زیر آسمان           |                     |
| ۲۰۰۳ | خاموش پانی                        |                     |
| ۲۰۰۷ | روی پشت بام دهلی                  |                     |
| ۲۰۰۷ | شام با رئیس جمهور: سفر یک ملت     |                     |
| ۲۰۱۳ | صبح بخیر کراچی                    |                     |
| ۲۰۱۴ | Lifelines: The Last Drop          |                     |
| ۲۰۱۵ | خدا دخ رها های                    | سریال های تلویزیونی |
| ۲۰۱۷ | آزمایش: سفری در شبه قاره          |                     |

## جوایز و نامزدی[۶][۷]
| سال  | جشنواره/مراسم                   | جایزه                       | کار کنید                         | نتیجه    |
| ---- | ------------------------------- | --------------------------- | -------------------------------- | -------- |
| ۱۹۸۸ | جشنواره فیلم سانفرانسیسکو       | جایزه گلدن گیت              | چه کسی اولین سنگ را خواهد انداخت | برنده شد |
| ۲۰۰۳ | جشنواره بین المللی فیلم لوکارنو | پلنگ طلایی برای بهترین فیلم | خاموش پانی                       | برنده شد |
| ۲۰۰۳ | جشنواره بین المللی فیلم لوکارنو | جایزه هیئت داوران جهانی     | خاموش پانی                       | برنده شد |
| ۲۰۰۳ | جشنواره بین المللی فیلم لوکارنو | جایزه دن کیشوت              | خاموش پانی                       | ذکر ویژه |
| ۲۰۰۳ | جشنواره بین المللی فیلم لوکارنو | جایزه هیئت داوران جوانان    | خاموش پانی                       | ذکر ویژه |
| ۲۰۰۳ | جشنواره سه قاره نانت            | مونتگلفیر نقره ای           | خاموش پانی                       | برنده شد |
| ۲۰۰۳ | جشنواره سه قاره نانت            | جایزه مخاطب                 | خاموش پانی                       | برنده شد |
| ۲۰۰۳ | جشنواره سه قاره نانت            | مونتگلفیر طلایی             | خاموش پانی                       | نامزد شد |
|      | جشنواره بین المللی فیلم کرالا   | قرقاول کلاغ طلایی           | خاموش پانی                       | نامزد شد |
| ۲۰۰۸ | جشنواره فیلم ساندنس             | هیئت داوران جایزه بزرگ      | شام با رئیس جمهور: سفر یک ملت    | نامزد شد |
| ۲۰۱۷ | پانزدهمین جوایز سبک لوکس        | بهترین کارگردان تلویزیون    | خدا دخ رها های                   | نامزد شد |